# Aeronautics Defense Dominator

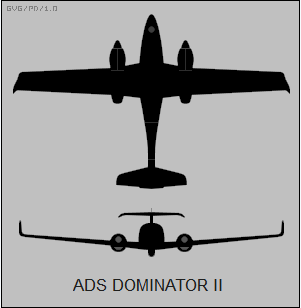
Esquema del vehículo aéreo no tripulado.

El Aeronautics Defense Dominator (en español: Dominador de la defensa aeronáutica) es un vehículo aéreo no tripulado (UAV) israelí de altitud media y gran autonomía (MALE) fabricado por Aeronautics Defense Systems. Está basado en el avión de pasajeros austriaco Diamond DA42 Twin Star. Dominator UAV ejecuta operaciones de inteligencia, vigilancia y reconocimiento (ISR).

## Historial operativo
El avión realizó su primer vuelo de prueba en julio de 2009. El avión no tripulado tiene una autonomía de 28 horas con una carga útil de 410 kg (900 lb) y vuela a 75-190 nudos (140-350 km/h) a una máxima altitud de 30.000 pies (9.100 m).